# Najwa Nimri
Najwa Nimri Urrutikoetxea (ur. 14 lutego 1972 w Pampelunie) – hiszpańska aktorka, kompozytorka i piosenkarka pochodzenia jordańsko-baskijskiego.

## Życiorys
Matka Najwy jest Baskijką, a ojciec jest Jordańczykiem. Ma brata o imieniu Karim Nimri, przyrodniego brata Andre i dwie przyrodnie siostry – Sare i Nadie. Ma też kuzyna, który jest piosenkarzem – (Antix) Alexander Nimier. Kiedy była dzieckiem, przeprowadziła się do Bilbao, ale aktualnie mieszka w Madrycie.
W 1996 roku założyła z Carlosem Jeanem zespół Najwajean. Wydała również trzy solowe albumy. Była żoną Daniela Calparsoro w latach 1995–2000. W 2001 roku zaczęła solową karierę. Ma jednego syna – Teo Nabil, który urodził się 30 czerwca 2004 roku. W 2010 roku wydał swój pierwszy solowy album w języku hiszpańskim, zatytułowany El Último Primate, który został wyprodukowany przez Alfonso Pérez, samą Najwę oraz we współpracy z Raúlem Santosem. W 2012 roku wydał nowy album studyjny w solo, album pod tytułem Donde rugen los volcanes, na którym po raz kolejny wystąpił Raúl Santos. Wszystkie piosenki na albumie zostały zaśpiewane po hiszpańsku. Pod koniec kwietnia tego samego roku Najwa wydała wideo do Where the volcanoes rugen, pierwszego singla z albumu, nakręconego na wyspie Lanzarote pod dyrekcją Virgili Jubero. W 2014 roku kontynuowała karierę filmową pod okiem Alejandro Amenábara, który dołączył do niej z Penélope Cruz i Eduardo Noriegą w Abre los ojos, w tej samej roli, którą później odegrał Cameron Díaz w wersji amerykańskiej. Potem nastąpiła praca jako aktorka w A ciegas de nuevo z Danielem Calparsoro; Julio Medem „Miłośnicy kręgu polarnego”, Lucia i seks oraz Pokój w Rzymie; Metoda Marcelo Piñeyro; Mataharis i także oba autorstwa Icíara Bollaína; oraz Verbo Eduardo Chapero-Jacksona.Po wydaniu albumu Rat Race w 2014 roku miała dosyć długą przerwę od muzyki, w 2019 wyszły trzy single, a w lutym 2020 najnowszy album: Viene de Largo. Zagrała łącznie w 31 produkcjach filmowych. Napisała własną sztukę teatralną Drack Pack, w której gra ze swoimi przyjaciółkami.
Wiele jej ról filmowych cieszy się dużym uznaniem, między innymi Ana w Kochankowie z kręgu polarnego oraz jako Elena w Lucia i seks.
Była nominowana do 33. edycji nagrody Goya w kategorii „Najlepsza aktorka” za Kto ci zaśpiewa.

## Nominacje i zdobyte nagrody

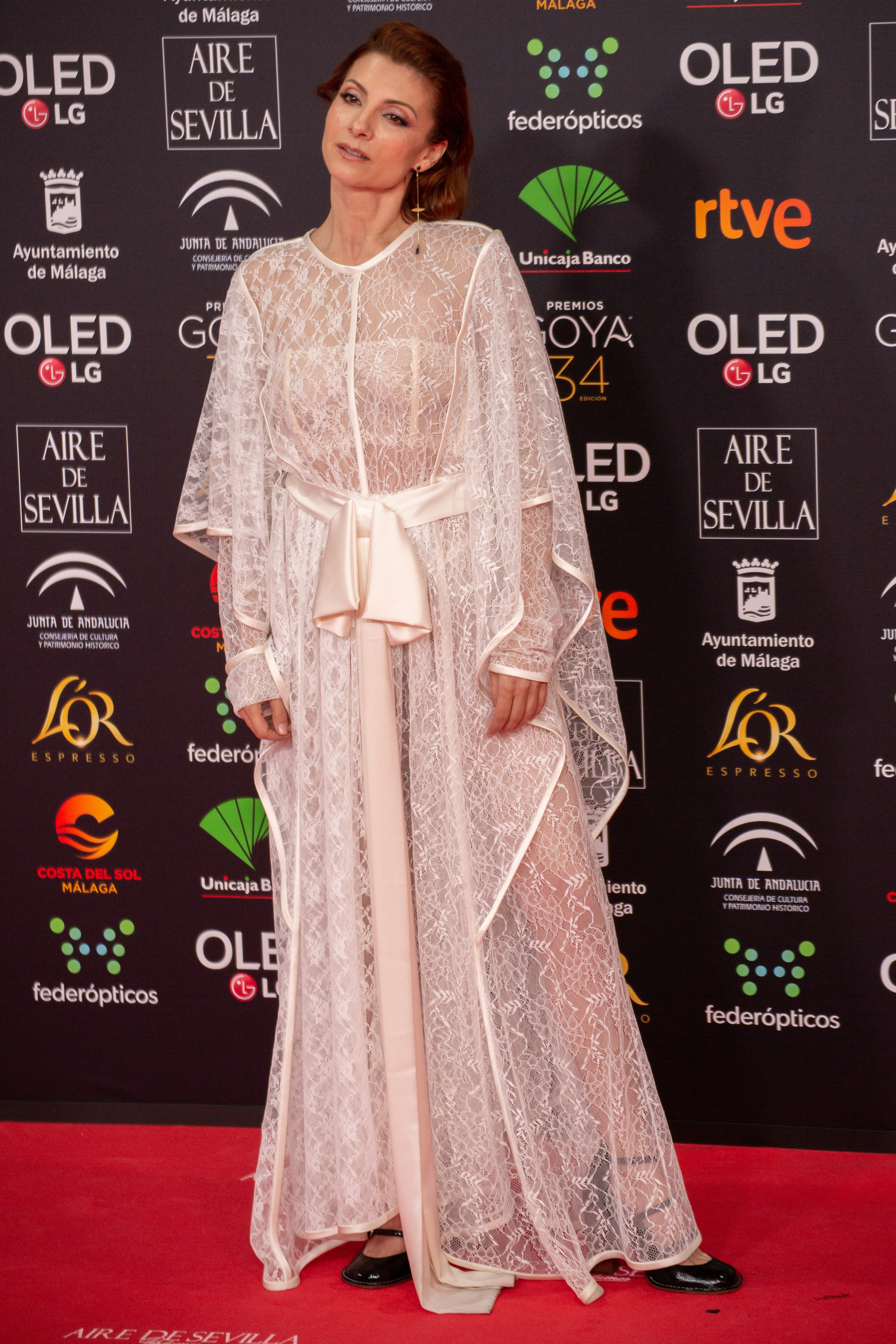
Najwa Nimri na gali Goya Awards 2020

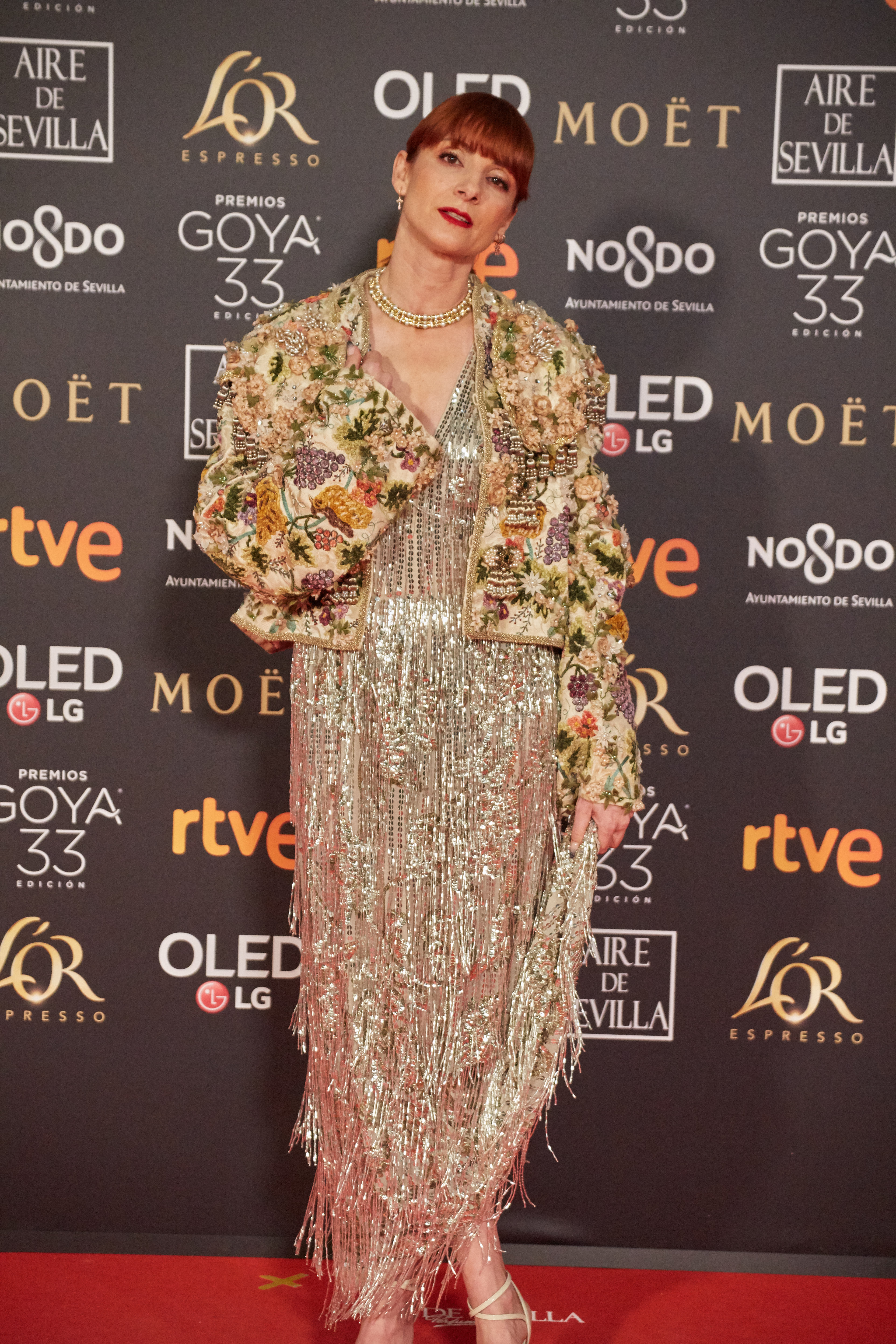
Najwa Nimri na gali Goya Awards 2019

| Rok  | Kategoria         | Film            | Wynik      |
| ---- | ----------------- | --------------- | ---------- |
| 2019 | Najlepsza aktorka | Kto Ci Zaśpiewa | Nominowana |
| 2007 | Najlepsza aktorka | Mataharis       | Nominowana |

| Rok  | Kategoria                                | Film                                      | Wynik   |
| ---- | ---------------------------------------- | ----------------------------------------- | ------- |
| 2015 | Najlepsza wykonawczyni pieśni narodowych | Uwięzione                                 | Wygrana |
| 1998 | Najlepsza aktorka                        | Kochankowie z Kręgu Polarnego Otwórz Oczy | Wygrana |

| Rok  | Kategoria                              | Film                  | Wynik         |
| ---- | -------------------------------------- | --------------------- | ------------- |
| 2015 | Najlepsza kobieca rola pierwszoplanowa | Uwięzione             | Nominowana    |
| 2020 | Najlepsza kobieca rola pierwszoplanowa | Uwięzione: Hotel Oaza | W oczekiwaniu |

| Rok  | Kategoria               | Film      | Wynik      |
| ---- | ----------------------- | --------- | ---------- |
| 2019 | Najlepsza główna postać | Uwięzione | Nominowana |
| 2017 | Najlepsza główna postać | Uwięzione | Nominowana |

| Rok  | Kategoria       | Wynik   |
| ---- | --------------- | ------- |
| 2019 | Espiga de Honor | Wygrana |

| Rok  | Kategoria        | Film           | Wynik   |
| ---- | ---------------- | -------------- | ------- |
| 2005 | Najlepsza muzyka | 20 Centymetrów | Wygrana |

| Rok  | Kategoria              | Film            | Wynik   |
| ---- | ---------------------- | --------------- | ------- |
| 1995 | Nagroda Jeana Carmetra | Skok w Przepaść | Wygrana |

| Rok  | Kategoria                  | Film      | Wynik   |
| ---- | -------------------------- | --------- | ------- |
| 2016 | Najlepszy czarny charakter | Uwięzione | Wygrana |

| Rok  | Kategoria                              | Film                          | Wynik      |
| ---- | -------------------------------------- | ----------------------------- | ---------- |
| 2019 | Najlepsza kobieca rola pierwszoplanowa | Kto Ci Zaśpiewa               | Nominowana |
| 2002 | Najlepsza piosenka                     | Kamienie                      | Nominowana |
| 2001 | Najlepsza rola drugoplanowa            | Lucia i Seks                  | Nominowana |
| 2000 | Najlepsza muzyka                       | Asfalto                       | Nominowana |
| 1998 | Najlepsza kobieca rola pierwszoplanowa | Kochankowie z Kręgu Polarnego | Nominowana |

| Rok  | Kategoria                     | Film                          | Wynik      |
| ---- | ----------------------------- | ----------------------------- | ---------- |
| 2018 | Najlepsza aktorka filmowa     | Kto Ci Zaśpiewa               | Nominowana |
| 2018 | Najlepsza aktorka telewizyjna | Uwięzione                     | Wygrana    |
| 2016 | Najlepsza aktorka telewizyjna | Uwięzione                     | Nominowana |
| 1998 | Najlepsza aktorka filmowa     | Kochankowie z Kręgu Polarnego | Nominowana |

| Rok  | Kategoria                            | Film                          | Wynik      |
| ---- | ------------------------------------ | ----------------------------- | ---------- |
| 2016 | Najlepsza główna aktorka telewizyjna | Uwięzione                     | Nominowana |
| 2015 | Najlepsza główna aktorka telewizyjna | Uwięzione                     | Nominowana |
| 2001 | Najlepsza interpretacja              | Lucia i Seks                  | Nominowana |
| 1998 | Najlepsza interpretacja              | Kochankowie z Kręgu Polarnego | Nominowana |

### Jako kompozytorka filmowa
- Versión española (1998)
- Asfalto (2000)
- Guerreros (2002)
- La Reina del bar Canalla (2003)
- Utopia (2003)
- Descongélate! (2003)
- 20 centímetros (2005)

### Filmografia

#### Filmy
| Rok  | Tytuł                         | Rola               |
| ---- | ----------------------------- | ------------------ |
| 1995 | Skok w przepaść               | Álex               |
| 1996 | Pasajes                       | Gabi               |
| 1997 | Otwórz oczy                   | Nuria              |
| 1997 | Zaślepiona                    | Marrubi            |
| 1998 | Kochankowie z Kręgu Polarnego | młoda Ana          |
| 1998 | 9'8m/s²                       | „Ella”             |
| 1999 | The Citizen                   |                    |
| 2000 | Asfalto                       | Lucía              |
| 2001 | Faust 5.0                     | Julia              |
| 2001 | Zanim zapadnie noc            | Fina Zorilla Ochoa |
| 2001 | Lucia i seks                  | Elena              |
| 2002 | Kamienie                      | Leire              |
| 2003 | Utopia                        | Ángela             |
| 2003 | La reina del bar Canalla      | Linda              |
| 2004 | A + (Amas)                    | Dam                |
| 2004 | Tajni agenci                  | María Menéndez     |
| 2005 | Metoda                        | Nieves             |
| 2005 | 20-centímetros                | „La Conejo”        |
| 2006 | Trastorno                     | Natalia            |
| 2006 | Wcielenia Celii               | Celia              |
| 2007 | Detektywi w spódnicach        | Eva                |
| 2007 | Oviedo Express                | Bárbara            |
| 2010 | Todo lo que tú quieras        | Marta              |
| 2010 | Route Irish                   | Marisol            |
| 2010 | Noc w Rzymie                  | Edurne             |
| 2011 | Verbo                         | Inés               |
| 2013 | Letnie wino                   | Ana                |
| 2013 | 10.000 nocy                   | Claudia            |
| 2018 | Kto ci zaśpiewa               | Lila               |
| 2018 | El árbol de la sangre         | Macarena           |
| 2018 | La octava dimensión           | Olga Calderón      |

#### Seriale
| Rok       | Tytuł                 | Rola          |
| --------- | --------------------- | ------------- |
| 2015–2019 | Uwięzione             | Zulema Zahir  |
| 2019–2021 | Dom z papieru         | Alicia Sierra |
| 2020      | Uwięzione: Hotel Oaza | Zulema Zahir  |

### Dyskografia

#### Wraz z Carlosem Jean i zespołem Najwajean
- No Blood (1998)
- Asfalto (2001, ścieżka dźwiękowa)
- Najwajean Selection (2002)
- Till it breaks (2008)

#### Solo albumy
- Carefully (2001)
- Mayday (2003)
- Walkabout (2006)
- Viene de Largo (2020)

#### Solo single
- That Cyclone (2001) z albumu Carefully
- Following Dolphins (2001) z albumu Carefully
- Go Cain (2003) z albumu Mayday
- Hey Boys, Girls (2003) z albumu Mayday
- Capable (2006) z albumu Walkabout
- Push It (2006) z albumu Walkabout